# Argences
Argences település Franciaországban, Calvados megyében. Lakosainak száma 3940 fő (2022. január 1.). Argences Canteloup, Janville, Saint-Ouen-du-Mesnil-Oger, Saint-Pierre-du-Jonquet, Vimont és Moult-Chicheboville községekkel határos.

## Népesség
A település népességének változása:
| Lakosok száma | 1802 | 3000 | 3048 | 3484 | 3619 | 3691 | 3718 | 3795 | 3798 | 3940 |
|               | 1968 | 1982 | 1990 | 2006 | 2013 | 2015 | 2017 | 2019 | 2020 | 2022 |